# 漢密爾頓 (愛荷華州)
漢密爾頓（英語：Hamilton）是一個位於美國愛荷華州馬里昂縣的城市。

## 地理
漢密爾頓的座標為41°10′15″N 92°54′14″W / 41.17083°N 92.90389°W，而該地的平均海拔高度為274米（即899英尺）。

## 人口
根據2010年美國人口普查的數據，漢密爾頓的面積為1.40平方千米，當中陸地面積為1.40平方千米，而水域面積為0.00平方千米。當地共有人口130人，而人口密度為每平方千米92人。